# Anne-François Mellinet

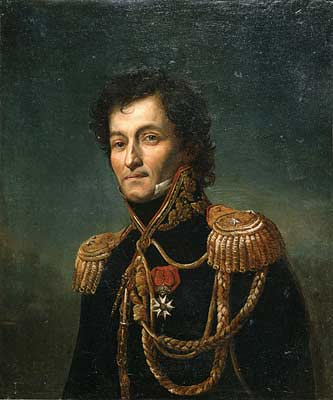
Portret van Mellinet (1816) in het Legermuseum, toegeschreven aan Jacques-Louis David

Anne-François Mellinet (Corbeil, 29 augustus 1768 – Sint-Joost-ten-Node, 19 juli 1852) was een Franse en vervolgens Belgische generaal. Hij nam deel aan de Franse Revolutie, streed onder Napoleon Bonaparte en vocht in 1830 in de Belgische Revolutie. Zijn pogingen om een democratische republiek te vestigen, brachten hem op hoge leeftijd in de gevangenis.

## Familie
Anne-François Mellinet kwam uit een vooraanstaande Nantese familie. Hij was een zoon van François Mellinet (1741-1793) en Anne-Luce Desjardins. Vader Mellinet, die de molens van Corbeil beheerde en de bevoorrading van Parijs verzorgde, werd na de Revolutie afgevaardigde van Loire-Inférieure in de Nationale Conventie. In 1794 trouwde Anne-François met Rosalie Malassis, dochter van een uitgever uit Nantes. Na de geboorte van Camille in 1795 en Emile in 1798, scheidde het koppel uit de echt. De twee zonen werden opgevoed door de moeder en vernamen van Mellinet weinig of niets. In 1808 in Italië kreeg Mellinet bij een andere vrouw nog een zoon Alexandre. Alexandre zou later een carrière uitbouwen in de hoge diplomatie en Emile als generaal vechten in Afrika.

## Franse Revolutie
In 1789, vlak vóór de Revolutie, koos Mellinet voor een militaire carrière. Net als zijn vader steunde hij de Revolutie en daarna de republiek. Hij was onderofficier bij de cavalerie van de Nationale Garde in Nantes en vervoegde in september 1792 een legerkorps dat naar de Pyreneeën werd gestuurd om te vechten tegen Spanje. In de lente van 1793 stond hij tegenover de Opstand in de Vendée en in juni nam hij deel aan de verdediging van het Fort van Bellegarde. Bevorderd tot kapitein, was hij in september aanwezig bij de slag om Peyrestortes, die een einde maakte aan het Spaanse offensief. Hij werd kolonel en adjudant-generaal van een bataljon.
In december 1793 werd hij geschorst, klaarblijkelijk omdat de girondijnse sympathieën van zijn vader hem verdacht maakten, al publiceerde hij zelf jakobijnse brochures. Terwijl vader Mellinet door een voortijdige dood het schavot vermeed, keerde de zoon terug naar Nantes, dat werd bestuurd door Montagnards (zelfs Hébertisten). Mellinet was een tegenstander van Jean-Baptiste Carrier, maar precieze informatie over zijn stellingnames is er niet. Bij zijn huwelijk met Rosalie Malassis in juli 1794 is hij vermeld als bestuurder van het district Nantes. Eind dat jaar nam hij deel aan de aanklacht tegen het revolutionaire comité van Nantes, dat betrokken was bij het proces tegen Carrier.
In de jaren 1795-1798 werkte hij als leraar op de centrale school. Daarna ging hij weer bij het leger. Eind 1799 werd hij benoemd tot commandant van de citadel van Brest, maar door de staatsgreep van 18 Brumaire werd hij in Parijs opgehouden. Hij koos de kant van Bonaparte en vooral Sièyes. 

## Napoleontische Oorlogen en ballingschap in Brussel
Na het aan de kant schuiven van Sièyes diende Mellinet zonder enthousiasme onder het keizerrijk, wat te merken was aan zijn carrière. In Italië was hij in 1806 betrokken bij een zaak van verduistering. De zwaarwichtige bewijzen brachten hem in 1808 in de gevangenis, maar in 1811 werd hij toch vrijgesproken. Hij maakte verschillende napoleontische campagnes mee en werd tijdens de Honderd Dagen stafchef van de Jonge Keizerlijke Garde. Aan het hoofd van die eenheid voerde hij in de slag bij Waterloo een van de laatste cavaleriecharges aan. Hij raakte gewond en werd krijgsgevangen genomen, maar spoedig weer vrijgelaten.
Terug in Parijs belandde Mellinet op de proscriptielijst van 24 juli 1815. Hij zocht zijn toevlucht in Brussel, dat deel was geworden van het Verenigd Koninkrijk der Nederlanden en een levendige gemeenschap had van republikeinse en bonapartistische ballingen. Hij frequenteerde onder meer Joseph Fouché en de schilder Jacques-Louis David, die zijn portret maakte. Daarnaast annoteerde hij het dichtwerk van Marie-Joseph Chénier en schreef hij oden aan Lazare Hoche en Louis Desaix.

## Belgische Revolutie
Tijdens de Belgische Revolutie was Mellinet een belangrijk figuur. Hij was lid van de Réunion centrale, een club waarin al wie een democratische republiek genegen was zich verzamelde. Zijn tussenkomsten oogstten er veel bijval, maar het was zijn militaire ervaring die werkelijk doorslaggevend was. Aan de vooravond van de Septemberdagen, toen Brussel weerloos leek overgeleverd aan het leger buiten de poorten en de opstandelingenleiders naar de provincie vluchtten, arriveerde Mellinet met een Belgo-Frans vrijwilligerskorps uit Parijs. Met Charles Pletinckx en Ernest Grégoire organiseerde hij de verdediging. Hij kreeg het bevel over de artillerie. In een ware stadsguerrilla werden de Nederlandse troepen verjaagd en een week later werd de onafhankelijkheid uitgeroepen. Na die actie werd Mellinet generaal gemaakt door Juan Van Halen. Hij was zo populair dat het Voorlopig Bewind hem op 3 november benoemde tot generaal-majoor en stafchef.
De meeste vrijwilligerskorpsen werden versmolten tot een eenheid onder bevel van Mellinet. Deze brigade "La Victorieuse" werd berucht voor haar opeisingen, die ze belastingen noemde. Tegelijk heerste er een grote camaraderie en liet Mellinet de officieren verkiezen zoals in 1793. De brigade nam Mechelen en behaalde eind oktober met Charles Niellon de overwinning in de Slag bij Berchem, die Antwerpen aan de revolutie schonk. Ook in Limburg waren zijn weinig gedisciplineerde troepen actief, onder meer bij de blokkade van Maastricht. In de rangen van de brigade heerste argwaan tegen de intenties van het Voorlopig Bewind, terwijl omgekeerd werd gevreesd voor insubordinatie, zeker nadat in januari een bevel tot terugtrekking was genegeerd. De vrijwilligerskorpsen werden grotendeels buiten het reguliere leger van de prille staat gehouden.

## Republikeinse agitatie
In maart 1831 werd Mellinet lid van de Association Nationale Belge, die zich heftig verweerde tegen de Londense plannen om Leopold op de Belgische troon te brengen. In die periode deed generaal Mellinet een mislukte poging om de republiek uit te roepen. Regent Surlet de Chokier stuurde Charles Rogier om het te voorkomen. Hij werd uit de weg gehaald door een aanstelling tot militair commandant van de provincie Namen op 21 april. Zijn naturalisatieverzoek van 4 april bleef zonder gevolg. Nadat hij in mei een nieuwe coup had beraamd in het Naamse, werd hij op non-actief gesteld. Hij kreeg enkele maanden huisarrest in Doornik en Oostende. Via zijn connecties kon hij voorkomen dat hij uit de hoofdstad werd weggehouden.
In september was hij terug in Brussel, vastberaden om voluit oppositie te voeren. Met zijn sterke persoonlijkheid, minachting voor gevaar en bonhomie bleef hij een groep begeesteren, ook al waren zijn plannen en ideeën niet altijd helder afgelijnd. Hij smeedde banden tussen republikeinen van diverse strekkingen, maar moest dat doen onder scherp toezicht van de inlichtingendiensten. Zijn eerste daad was de oprichting van de Société des Amis de la Vérité. Hij begon ook mee te werken aan diverse bladen, meestal anoniem, onder valse initialen of onder verloren pseudoniemen. Een van de publicaties waarvoor hij schreef was het satirische Mephistophélès, geleid door de bevriende ex-officier Philippe Michaëls, dat regelmatig wantoestanden in het leger aan de kaak stelde. Daarin voerde hij een polemiek tegen minister van Oorlog Louis Evain, omdat hij indertijd Chantrand (fr) ter dood had veroordeeld. In 1834 was Mellinet bij de stichters van de Université Libre de Bruxelles. Vanaf die periode was hij ook betrokken bij vroegsocialistische meetings met Jacob Kats en Karel Spilthoorn. 
Na een nieuwe aanvraag op 20 oktober 1836, bekwam Mellinet op 22 januari 1839 dan toch de instemming van de Kamer met zijn grote naturalisatie.

## Coup van 1848 en opsluiting
Op 7 november 1847 was Mellinet bij de 63 oprichters van de Association démocratique. Uit de participatie van Karl Marx kan al worden opgemaakt dat de vereniging een radicaal karakter had, hoewel diverse stromingen deelnamen. Mellinet werd verkozen tot erevoorzitter. Hij pleitte voor een uitbreiding van de revolutionaire actie van België naar de buurlanden om het despotisme omver te werpen. 
De Februarirevolutie in Frankrijk in het revolutiejaar 1848 bracht Mellinet en zijn gelijkgezinden tot nieuwe daden. Via zijn ex-secretaris Beckers mobiliseerden ze enkele duizenden Belgische gastarbeiders in Parijs, met het plan hen naar Kortrijk en Gent te brengen om vandaar in stad na stad het regime om te gooien. Ondertussen waren ze betrokken bij de agitatie die in Brussel op 26 maart vierhonderd arbeiders op straat bracht om de republiek te eisen. Toen een groep naar de wapens greep, werd iedereen opgepakt. Ook de inval van het republikeinse arbeiderslegioen bij Risquons-Tout een paar dagen later werd door het leger opgevangen. 
In de nasleep van deze mislukking werd Mellinet met de andere samenzweerders gearresteerd. Procureur-generaal De Bavay hield het assisenproces in het rustig gebleven Antwerpen, waar Mellinet in de citadel was opgesloten. Met zestien anderen kreeg hij op 30 augustus de doodstraf, op 21 november omgezet in twintig jaar opsluiting. Vanwege zijn zwakke gezondheid en populariteit onderging hij niet zoals de anderen de erbarmelijke isolatie in het Fort van Hoei, maar zat hij zijn straf in Antwerpen uit. Na gratieverlening op 16 november kwam hij de volgende maand vrij. 
Na zijn vrijlating leefde hij berooid en vergeten. Een goed deel van zijn medestanders was weggevaagd, mee door het Prado-proces. Hij stierf in Brussel, blind geworden, op 83-jarige leeftijd. Op zijn begrafenis plaatsten vrienden een kanon als grafmonument.